# Хайнрих фон Вицлебен-Алт-Дьоберн
Хайнрих Хартман Фридрих фон Вицлебен-Алт-Дьоберн (на немски: Heinrich Hartmann Friedrich Graf von Witzleben-Alt-Doebern; * 13 април 1854 в Магдебург; † 22 декември 1933 ин Щравалде, част от Хернхут в Саксония) от благородническия род фон Вицлебен от Тюрингия, господар в Лаздорф в Тюрингия, Редерн (в Алтдьоберн), Гребендорф, Гьориц, Казел (в Дребкау), Илмерсдорф (в Дребкау) и Муквар в Бранденбург, пруски предптиемач и политик. Той е от 1886 г. пруски граф с името „Вицлебен-Алт-Дьоберн“.
Той е син на Хартман Еразмуз фон Вицлебен (1805 – 1878), обер-президент на провинция Саксония, и съпругата му Мария Вилхелмина Елиза фон Золмс-Барут (1823 – 1910), дъщеря на граф Фридрих фон Золмс-Барут (1795 – 1879) и графиня Амалия Тереза Хелена Берта фон Золмс-Барут (1801 – 1832), дъщеря на граф Йохан Хайнрих Фридрих фон Золмс-Барут (1770 – 1810) и графиня Шарлота Каролина Амалия фон Райхенбах (1776 – 1851).
Хайнрих Хартман следва право в Хайделбергския университет и става „доктор по право“. Той е личен приятел на германския император Вилхелм I, за когото дава значими празненства в дворец Алтдьоберн. Той е издигнат от него на 21 юни 1886 г. на пруски граф с името „Вицлебен-Алт-Дьоберн“.
През 1880 г. той купува дворец Алтдьоберн, който престроява от 1880 до 1905 г. заедно с парк и фирма за бира (Brauerei „Graf von Witzleben-Alt-Doebern“), за да го направи княжеска резиденция, според произхода на съпругата си. Той купува и други имения.
Той дарява Йоанитска болница в Алтдьоберн и дава възможност за безплатно възпитание на всички от рода му в фамилната собственост манастирското училище Рослебен в Тюрингия, на което той е „наследствем администратор“.
От 1905 г. той член на „Пруския Херенхауз“.

## Фамилия
Хайнрих фон Вицлебен се жени първо за принцеса Мария Ройс-Кьостриц и има с нея две дъщери. Той се жени и втори път.